# Noctua demarginata
Noctua demarginata là một loài bướm đêm trong họ Noctuidae.